# احمد محمد حوفی
احمد محمّد حوفی (۱۹۱۰–۱۹۸۳) ادیب و پژوهشگر مصری بود که به تدریس نیز پرداخت. دکترای ادبیات عربی را در سال ۱۹۵۲م گرفت، سپس در دارالعلوم استاد شد. زندگی عربی از میان شعر جاهلی، زن در شعر جاهلی، ادبیات سیاسی در عصر اموی، نسیب در شعر شوقی، همران قرآن کریم، میوهٔ قلم از آثار اوست؛ همچنین دیوان احمد شوقی را گردآورد. خانواده‌اش پس از درگذشت، کتابخانهٔ شخصی او را به دارالعلوم اهدا نمودند.